# Семейство военных камуфляжей M05
Семейство военных камуфляжей M05 (фин. M05 Maastokuvio), используется Силами обороны Финляндии. Камуфляж лицензирован Силами обороны Финляндии и стал общедоступным для гражданской коммерции с 26 сентября 2016.

## История
Первые изделия M05 были переданы войскам около 2007 года и почти повсеместно заменили предыдущую модель M91, используемую на вооружении. В то же время более старая модель M62 все ещё используется в некоторых специализированных целях, например, десантниками из Утти-йегерского полка, поскольку крой снаряжения M62 лучше подходит для прыжков с парашютом.
Для разработки нового рисунка, Лесной исследовательский институт Финляндии сделал фотографии различных типов финских лесов. Затем в Техническом исследовательском центре Финляндии эти фотографии были цифрово обработаны и преобразованы в единый рисунок, состоящий из четырёх цветов, представляющий собой финский лес. Тёмный угольный серый цвет был добавлен в рисунок, чтобы создать впечатление теней, образуемых деревьями.
В январе 2024 года Финляндия сообщила, что в вооружённые силы вводится Северная боевая форма M23 (англ. Nordic Combat Uniform), которая в будущем заменит форму M05.

## Паттерны

### Лесной камуфляж (Metsäkuvio)
- Варианты М05

В основу разработки нового камуфляжного узора легли различные фотографии финских лесов, сделанные Финским институтом лесных исследований (фин. Metsäntutkimuslaitos). Эти изображения были обработаны Информационно-технологическим институтом Технического исследовательского центра Финляндии (фин. Teknologian tutkimuskeskus VTT), в результате чего был создан четырёхцветный узор, отражающий характерный облик финского леса. Для передачи затенённых участков в узор был добавлен тёмно-угольный серый цвет. Новый узор многократно проходил полевые испытания, по результатам которых в него вносились небольшие изменения. Он был признан значительно более эффективным, чем предыдущие камуфляжные узоры M62 и M91.
Лесной камуфляж используется в следующем снаряжении:
- Полевая форма M05
- Летняя форма M05 из ткани рипстоп для жаркой погоды для Миротворческих подразделении Финляндии[6]

- Комбинезон военной полиции M05
- Полевая кепка M05
- Панамка M05
- Чехол на шлем M05 (двусторонний, с зимним узором с другой стороны)
- Дождевой костюм M05
- Дождевой костюм спецдесантника (Gore-Tex, т. н. «оболочечный костюм»)
- Патрульный комбинезон для парашютно-десантных войск M05
- Индивидуальная маскировочная сеть

- Защитная/маскировочная ткань для рюкзака

### Зимний камуфляж (Lumikuvio)
- Солдаты в зимнем камуфляже
- Камуфляж

Зимний камуфляж — это двухцветный вариант лесного узора. Он эффективно размывает силуэт бойца и делает его незаметным с расстояния в несколько десятков метров при лёгком снегопаде.
Зимний камуфляж используется в следующем снаряжении:
- Зимний камуфляжный костюм M05
- Чехол на шлем M05 (двусторонний, с лесным узором на другой стороне)

### Морозный камуфляж (Pakkaskuvio)
В морозном камуфляже ярко-зелёный цвет лесного узора заменён на серый, который является более характерным для осенне-зимнего периода.
Морозный камуфляж используется в следующем снаряжении:
- Морозная куртка M05
- Морозные брюки M05
- Зимняя ушанка M05

### Пустынный камуфляж (Aavikkokuvio/M04)
Пустынный камуфляж был внедрён в эксплуатацию раньше других разновидностей с узором M05 и получил неофициальное название M04.
Финские международные миротворческие силы начали использовать экипировку с узором M04 в тестовом режиме в 2003 году в рамках операции ООН по поддержанию мира в Эритрее (UNMEE) под обозначением K2004. Первоначальные образцы экипировки были напечатаны на более тяжёлой ткани по сравнению с нынешней M04, которая изготавливается из ткани Рипстоп.
В настоящее время данный камуфляж использовался миротворческими контингентами Финляндии в Афганистане (ISAF), а также применялся в операциях в Чаде и Центральноафриканской Республике (MINURCAT) и в Ливане (UNIFIL). Финские военные наблюдатели ООН, работающие в жарком климате, также используют снаряжение с узором M04.
С 2023 года экипировка с камуфляжем M04 была введена в учебный процесс в некоторых частях Финских Сил Обороны для подготовки срочников.
Пустынный камуфляж используется в следующих элементах экипировки:
- Летняя форма, M04
- Шорты, M04
- Панама, M04
- Полевая фуражка, M04
- Чехол на шлем, M04 (двусторонний: лесной и пустынный узоры)
- Берцы, M04

## Русский двойник «Ягель»
Частным образом разработанный российский камуфляжный рисунок «Ягель» стал широко известен во время войны в Грузии в 2008 году, где его замечали на сотрудниках внутренних войск МДВ. «Ягель» — это четырёхцветный камуфляж, состоящий из случайных пятен чёрного, тёмно-зелёного и ярко-зелёного цветов на древесно-коричневом фоне. Этот рисунок очень похож на финский лесной камуфляж M05.
Сходство между «Ягелем» и M05 вызвало множество обвинений в том, что российская сторона скопировала финский камуфляж. Эти обвинения были изложены в статье Helsingin Sanomat и нескольких публикациях Taloussanomat. Также американское издание The New York Times посвятило этой теме статью.
Согласно сайту kamouflage.net, посвящённому коллекционированию военных камуфляжей и форменной одежды, на основе анализа сайта по изучению камуфляжей Camopedia, сходство между этими камуфляжами неоспоримо, хотя между ними существуют и значительные различия. Сайт выделяет следующие отличия:
- В российском камуфляже гораздо больше ярко-зелёного цвета, чем в M05.
- В российском варианте зелёного цвета в целом больше, а рисунок выглядит более плотным по узору по сравнению с M05.
- В российском камуфляже формы пятен более случайны, чем в M05.

Сайт делает вывод, что «Ягель» нельзя считать прямой копией M05, так как скорее, российский рисунок «Ягель» лишь внешне похож на M05.

## Люксембургский «двойник»
В 2010—2011 годах Люксембург представил своей армии два новых камуфляжных узора: один из них, предназначенный для летнего климата, в некоторой степени напоминает финский зимний камуфляж M05.

## Cм.также
- Боевая экипировка М05
- Nordic Combat Uniform